# Ginijev koeficijent
Ginijev koeficijent statistička je mjera koju je razvio talijanski statističar Corrado Gini za prikazivanje dohodovnih nejednakosti.
Koeficijent neravnomjerne raspodjele može se rabiti za izračun bilo koje raspodjele. Ginijev koeficijent primjenjuje se primjerice u ekonomiji, ali i geografiji kao mjera prihoda i bogatstva pojedinih zemalja, a time i za klasifikaciju zemalja i njihovog stupnja razvoja.
Temelj za utvrđivanje Ginijevog koeficijenta je površina između pravca jednolike raspodjele i Lorenzove krivulje. Što je koncentacija veće to se Lorenzova krivulja više udaljuje od toga pravca.
Ginijev koeficijent, kod kojeg 0 predstavlja potpunu jednakost, a 1 nejednakost.

## Vanjske poveznice
- Polovni.hr, Ginijev koeficijent dohodovne nejednakosti  Arhivirana inačica izvorne stranice od 22. rujna 2016. (Wayback Machine)
- Donjih 25 posto posjeduje samo 10 posto bogatstva